# 新岡南
新岡南（しんこうなん）は、岡山市中区南部に位置する地区である。

## 概要
旧上道郡三蟠村と沖田村南部に相当する。岡山市の工業化の進展とともに発展して宅地化が進んでおり、1996年（平成8年）4月1日には岡山市立操明小学校が分離新設された。

## 主な施設
- 新岡山港（岡山港高島地区）
- 岡山ふれあいセンター（中区役所市民サービスセンターが設置されている）
- ヤンマーアグリ（本社・工場）
- 岡山県道45号岡山玉野線
- 児島湾大橋
- 岡南大橋